# Golovinomyces magnicellulatus

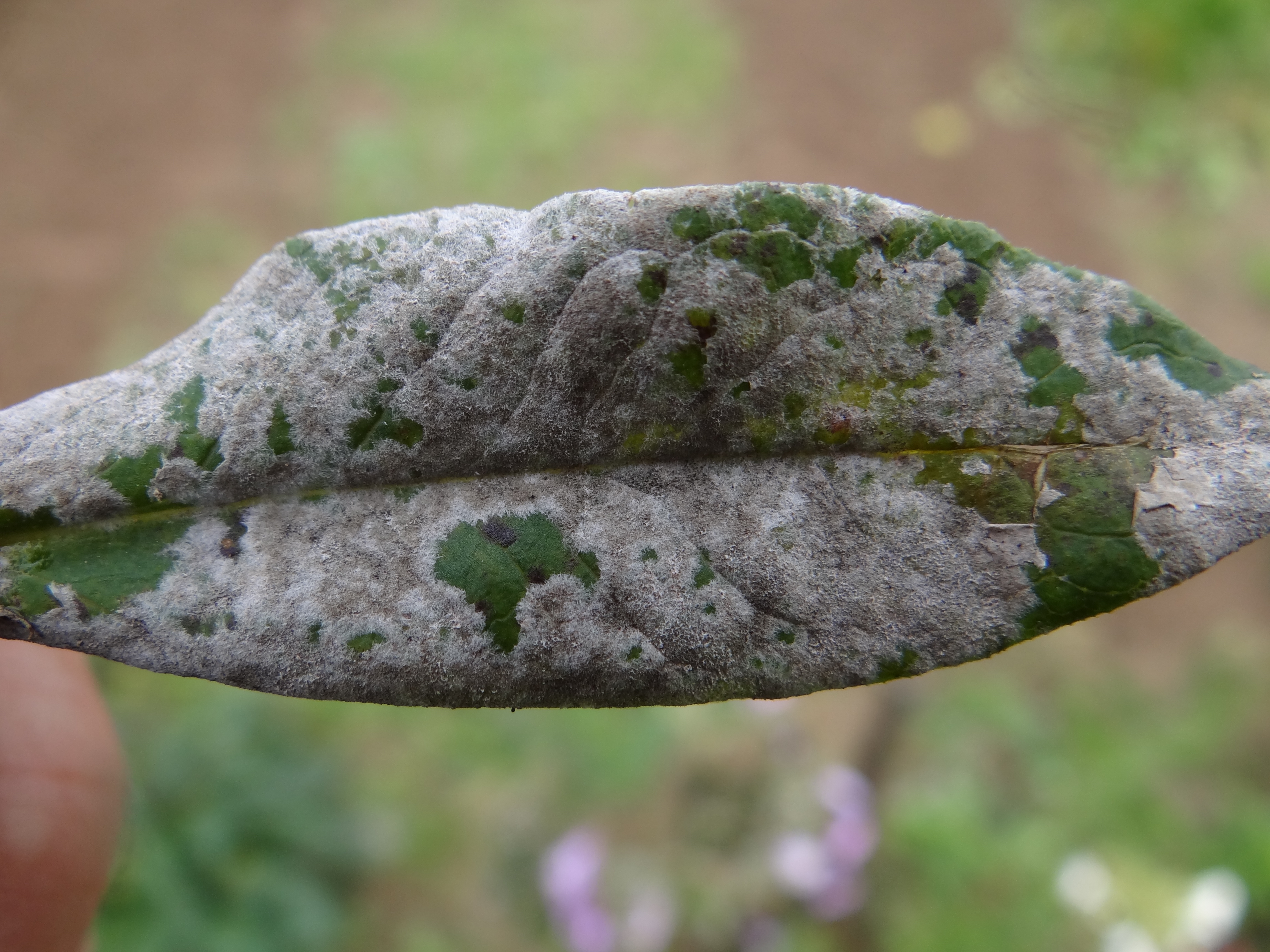
Grzybnia Golovinomyces magnicellulatus na górnej powierzchni liścia

Golovinomyces magnicellulatus (U. Braun) V.P. Heluta – gatunek grzybów należący do rodziny mączniakowatych (Erysiphaceae). 

## Systematyka i nazewnictwo
Pozycja w klasyfikacji według Index Fungorum: Colovinomyces, Erysiphaceae, Helotiales, Leotiomycetidae, Leotiomycetes, Pezizomycotina, Ascomycota, Fungi. 
Po raz pierwszy takson ten zdiagnozował w 1978 roku Uwe Braun nadając mu nazwę Erysiphe magnicellulata. Obecną, uznaną przez Index Fungorum nazwę nadał mu w 1988 roku V.P. Heluta, przenosząc go do rodzaju Golovinomyces. 
Synonimy nazwy naukowej:
- Erysiphe cichoracearum var. magnicellulata (U. Braun) U. Braun 1981
- Erysiphe magnicellulata U. Braun 1978
- Erysiphe magnicellulata U. Braun 1978 var. magnicellulata
- Golovinomyces magnicellulatus (U. Braun) V.P. Heluta 1988 var. magnicellulatus

## Morfologia
Grzyb mikroskopijny. Grzybnia występuje na obydwu powierzchniach liści, tworząc gęste, białe warstwy. Jest rozproszona, tworzy skupiska lub zajmuje całe powierzchnie liści. Konidiofory wyprostowane, cylindryczne, pierwszy człon o długości 40–80 μm i grubości 9–13 μm, następne 1–3 krótsze. Appressorium w kształcie smoczka. Konidia w łańcuchach, elipsoidalno-cylindryczne z porami rostkowymi na końcach. Konidia mają rozmiar 26–35 × 14–18 μm. Klejstotecja w grupach, często na powierzchniach liści tworzą gęste, ciemne plamy lub nawet warstwy. Pojedyncze klejstotecjum ma szerokość 80–160 (180) μm. Przyczepki liczne, skupione głównie w dolnej połowie klejstotecjum, rzadko w górnej. Są 0,5–2,5 (–4) razy dłuższe od klejstotecjum, średnio cienkościenne, gładkie, z przegrodami, proste, rzadko rozgałęziające się, splątane z grzybnią. Mają szerokość 5–12 μm, przeważnie 6–10 μm, są początkowo bezbarwne, potem brązowawe, jaśniejsze w górnej części. Worki w liczbie 10–25 w jednym klejstotecjum. Mają rozmiar 40–85 × 25–50 μm, są 2-zarodnikowe, rzadko 3 lub 4-zarodnikowe. Askospory elipsoidalno-jajowate o rozmiarach 18–29 (31) × 13–20 μm.

## Występowanie
Pasożyt obligatoryjny roślin, wywołujący chorobę o nazwie mączniak prawdziwy. Rozwija się na floksach (Phlox) i wielosiłach.
Występuje w prawie całej Ameryce Północnej (USA, Kanada), prawie całej Europie, Azji (Azja Środkowa, Syberia, Daleki Wschód ZSRR, Japonia), rozprzestrzenia się także w innych regionach świata, w których uprawia się floksy (Australia, Fidżi, Egipt, Izrael, niektóre części Afryki).